# MTV Classic (Estados Unidos)
MTV Classic (anteriormente VH1 Classic) es un canal de televisión por suscripción estadounidense enfocada a la retransmisión de videoclips musicales y series de los años 1990 hasta 2002, sus emisiones comenzaron el 1 de agosto de 2016 en reemplazo de VH1 Classic.

## Historia

Logo VH1 Classic utilizado desde 2005 hasta 2016.

Es la versión estadounidense de VH1 Classic, propiedad de Viacom Media Networks, comenzó sus emisiones el 8 de mayo de 2000, mezcla videoclips y actuaciones en conciertos de la década de 1970 hasta la década de 1990, que también emite conciertos de grandes artistas clásicos y películas de temática musical.

## Programación

### Programas emitidos por VH1 Classic
- Morning Video Block
- Totally 80's
- 90s Rocked
- VH1 Rock Docs
- Rock Icons
- Rock Fest
- That Metal Show
- Metal Mania
- Metal Evolution
- VH1 Classic in Concert
- Vh1 Classic 120 Minutes
- Classic Pop-Up Video
- All time hits
- Never mind classics

### Series que fueron emitidas en MTV Classic
- Beavis and Butt-head
- TRL
- Celebrity Deathmatch
- Pimp My Ride
- The Real World
- Road Rules
- Laguna Beach
- MTV Cribs
- Jackass
- Daria
- Punk'd

### Programas que son emitidos por MTV Classic
- 120 Minutes
- 90s Nation
- House of Pop
- I Want My 80s
- Metal Mayhem
- MTV Classic Videos
- Rock Block
- Total Request Playlist
- Yo! Hip Hop Mix